# NGC 7691
NGC 7691 est une galaxie spirale intermédiaire (?) à faible brillance de surface. Elle est située dans la constellation de Pégase à une distance d'environ 177 millons d'années-lumière. NGC 7691 a été découverte par l'astronome germano-britannique William Herschel en 1784. Son fils, John Herschel a aussi observé cette galaxie le 12 septembre 1828. Une supernova a été découverte dans cette galaxie et elle fait partie d'un groupe de galaxies, celui de NGC 7711

## Caractéristiques
La classe de luminosité de NGC 7691 est II-III et elle présente une large raie HI.

### Distance
Sa vitesse par rapport au fond diffus cosmologique est de 3 676 ± 26 km/s, ce qui correspond à une distance de Hubble de 54,2 ± 3,8 Mpc (∼177 millions d'al).
À ce jour, quatre mesures non basées sur le décalage vers le rouge (redshift) donnent une distance de 61,150 ± 5,591 Mpc (∼199 millions d'al), ce qui est à l'intérieur des valeurs de la distance de Hubble.

### Classification
On ne s'entend vraiment pas sur la classification de NGC 7691, mais ce n'est certes par une galaxie irrégulière comme l'indique Wolfgang Steinicke, car ses bras spiraux sont clairement visibles sur l'image du relevé SDSS. NED indique que c'est une galaxie spirale intermédiaire et comme on voit à peine une barre en son centre, cette classification semble mieux décrire NGC 7691.

### Brillance de surface
En raison de sa brillance de surface égale à 14,22 mag/am2, on peut qualifier NGC 7691 de galaxie présentant une faible brillance.

## Supernova
La supernova SN 2014az a été découverte dans NGC 7691 le 30 avril 2014 par l'astronome amateur néo-zélandais Stu Parker, l'un membres du groupe BOSS (BOSS-Backyard Observatory Supernova Search). Cette supernova était de type type IIP. La lettre P (plateau) signifie que sa luminosité est restée constante pendant un certain temps. Sa magnitude au moment de sa découverte était de 16,3.
Cette supernova a aussi détecté par la mission NEOWISE (Wide-field Infrared Survey Explorer) dans l'infrarouge moyen.

## Groupe de NGC 7711
Selon A. M. Garcia, la galaxie NGC 7691 fait partie du groupe de NGC 7711. Ce groupe de galaxies renferme six autres membres, soit NGC 7711, NGC 7722, UGC 12633, UGC 12640, UGC 12653 et UGC 12673.